# Дхамтари (округ)
Дхамтари (англ. Dhamtari) — округ в индийском штате Чхаттисгарх. Образован 6 июля 1998 года. Административный центр — город Дхамтари. Площадь округа — 3385 км². По данным всеиндийской переписи 2001 года население округа составляло 706 591 человек. Уровень грамотности взрослого населения составлял 74,9 %, что выше среднеиндийского уровня (59,5 %). Доля городского населения составляла 13,2 %. 52 % территории округа покрыто лесом.